# Estadi Universitario (UANL)
L'Estadi Universitario, conegut com El Volcán, és un estadi de futbol de la ciutat de San Nicolás de los Garza, Nuevo León, a Mèxic. Pertany a la Universidad Autónoma de Nuevo León.
Va ser inaugurat el 30 de maig de 1967 i va ser seu de la Copa del Món de Futbol de 1986. Té una capacitat per a 42.000 espectadors. És la seu del club Tigres UANL.

## Referències

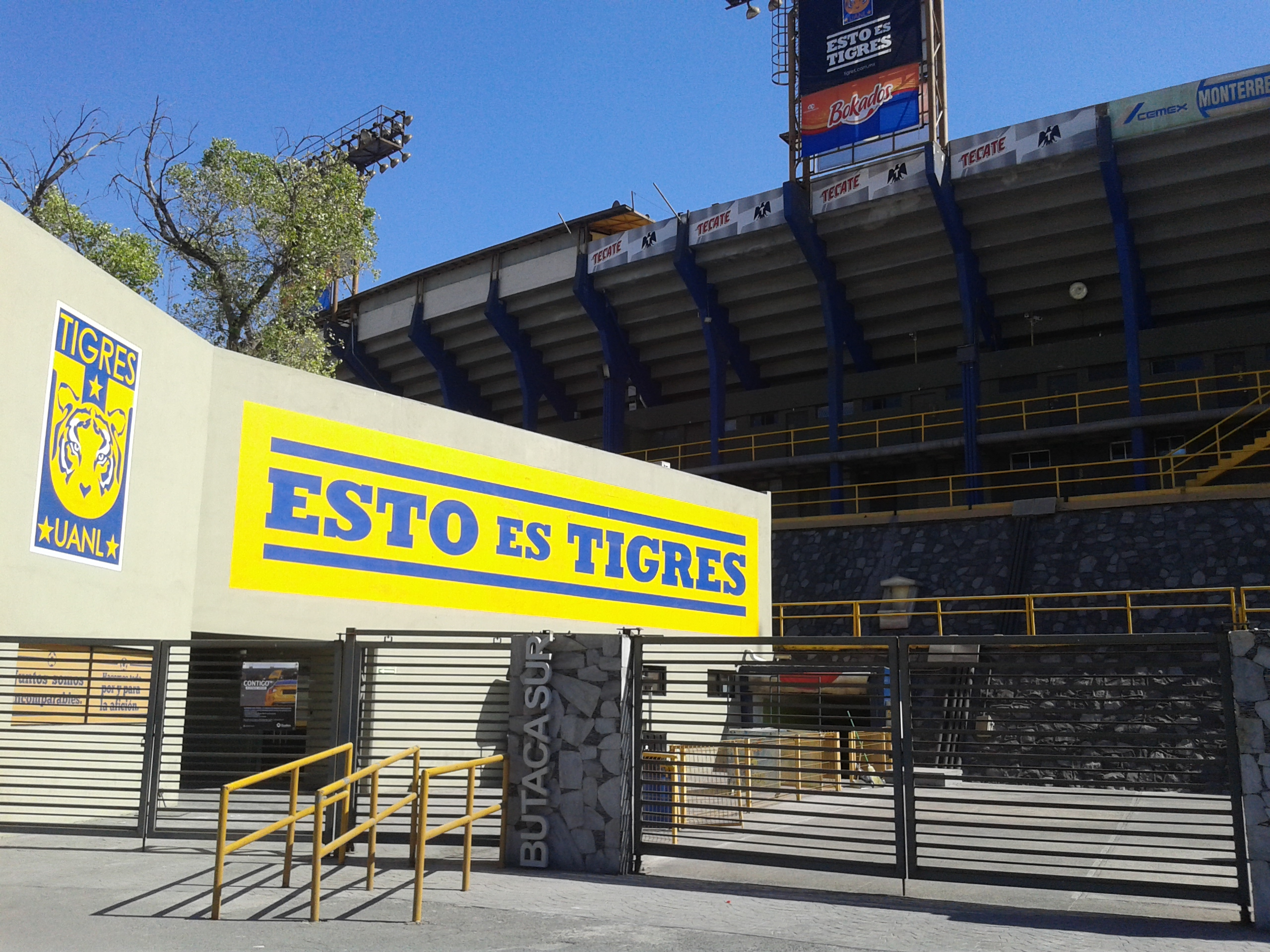
Entrada sud de l'estadi.